# Chelonus centralis
Chelonus centralis är en stekelart som beskrevs av Cameron 1905. Chelonus centralis ingår i släktet Chelonus och familjen bracksteklar. Inga underarter finns listade i Catalogue of Life.